# 平源街道
平源街道是中华人民共和国山西省大同市云冈区下辖的一个街道。2021年3月，设立平源街道。以原和顺街道的安福里、安康里、安庆里、安民里、安丰里、安瑞里、安祥里、安盛里8个社区居委会的行政区域为平源街道的行政区域。

## 行政区划
平源街道下辖安福里、安康里、安庆里、安民里、安丰里、安瑞里、安祥里、安盛里8个社区居委会